# Kostel Navštívení Panny Marie (Rudné)
Kostel Navštívení Panny Marie je římskokatolický filiální, dříve farní kostel v Rudném, části obce Vysoká Pec v okrese Karlovy Vary v Karlovarském kraji. Od roku 1973 je chráněn jako kulturní památka.

## Historie
Až do roku 1874 spadalo Rudné pod farní obvod v Nejdku. V roce 1874 byla zřízena církevní nadace pro stavbu kostela, fary a školy v Rudném, které by sloužily i pro obyvatele Vysoké Pece. Poté byla ustavena v Rudném vlastní farnost. Základní kámen byl položen v roce 1786 a vysvěcen byl kostel v roce 1788.
Ke kostelu chodila v minulosti procesí věřících z Vysoké Pece od již neexistující kaple, nazývané Strickekapelle.
Ke kostelu patří hřbitov, který byl založen pravděpodobně v souvislosti s velkým hladomorem a morovou epidemií v letech 1771 až 1772, na kterou ve farním obvodu Nejdek zemřelo kolem 600 lidí. To si vyžádalo vlastní hřbitov pro Rudné, Nové Hamry a Jelení.
V roce 1938 zahrnovala farnost obce Rudnou a Vysokou Pec, ve kterých v roce 1930 žilo 1820 katolíků a 346 nekatolíků.
Po druhé světové válce a odsunu německého obyvatelstva zůstal kostel nevyužívaný a chátral. V letech 1985 až 1996 byl rozsáhle zrekonstruován a přestavěn nákladem českých a německých rodáků z Rudného a Vysoké Pece.
Okolo kostela prochází naučná stezka Vysoká Pec–Rudné.

## Stavební podoba
Orientovaný kostel je jednolodní stavba s úzkou hranolovou věží v západním průčelí kostela. Vysoká věž je zakončena jehlancovou střechou. Trojboce uzavřený presbytář je krytý sedlovou a valbovou šindelovou střechou, nad níž se kdysi tyčila polygonální zvonička (tzv. sanktusník), završená cibulovou bání. Na jižní straně je k lodi přistavěna obdélná sakristie se skoseným nárožím. Do kostela se vstupuje obdélným portálem v jižní zdi věže. Vnější stěny kostela nemají výrazné členění, v lodi jsou stěny prolomeny čtyřmi páry širokých obdélných oken s půlkruhovými odsazenými záklenky. V presbytáři jsou tři stejná okna.
Z jižní strany u kostela se nachází bývalá barokní fara. Bývalou faru využívá jako jednu z budov pro své klienty ústav sociální péče v Rudném.

### Interiér
Vnitřní prostor kostela je plochostropý, loď je kryta rákosovým stropem, v presbytáři se štukovým zrcadlem. Kruchta je doplněna dřevěným zábradlím. Zařízení kostela tvoří pseudorománský hlavní oltář, dva protější rokokové boční oltáře a rokoková kazatelna s bohatými figurálními reliéfy a sochami evangelistů. Sochařskou výzdobu kruchty tvoří barokní sochy svatého Jáchyma a svaté Anny. V presbytáři se nachází barokní obraz svaté Alžběty z druhé poloviny 17. století.